# Pasztowa Wola-Kolonia
Pasztowa Wola-Kolonia – wieś sołecka w Polsce położona w województwie mazowieckim, w powiecie lipskim, w gminie Rzeczniów.
W latach 1975–1998 miejscowość administracyjnie należała do województwa radomskiego.
| SIMC    | Nazwa        | Rodzaj    |
| ------- | ------------ | --------- |
| 0635709 | Przy Wygonie | część wsi |
| 0635715 | W Łąkach     | część wsi |

Wieś jest siedzibą rzymskokatolickiej parafii Najświętszej Maryi Panny Matki Kościoła.